# UFC Fight Night: Machida vs. Anders
UFC Fight Night: Machida vs. Anders (também conhecido como UFC Fight Night 125) foi um evento de artes marciais mistas (MMA) produzido pelo Ultimate Fighting Championship, realizado no dia 3 de fevereiro de 2018, na Arena Guilherme Paraense, em Belém, Brasil.

## Contexto
Enquanto o UFC recebeu vários eventos na Região Nordeste do Brasil, este evento marcará a primeira visita da promoção ao Pará, no Norte do Brasil.
Uma luta no peso-médio entre o ex-Campeão Meio-Pesado do UFC, Lyoto Machida, e Eryk Anders, irá encabeçar este evento.
Luis Henrique enfrentaria Timothy Johnson no evento. No entanto, Henrique foi removido do embate no início de dezembro, e foi substituído por Marcelo Golm.
Nas pesagens, Michel Prazeres bateu 161 libras (73 kg), 5 libras (2,2 kg) acima do limite do peso-leve para lutas que não valem cinturão, de 156 libras (70,8 kg). Como resultado, a luta continuou no card, mas em "peso-casado", e Prazeres fora multado em 20% de sua bolsa, que irá para o seu adversário Desmond Green. Se ele ganhar, ele também perderá 20% do seu bônus de vitória. Pedro Munhoz também não alcançou o peso, atingindo 4 libras (1,8 kg) acima do peso-galo para lutas que não valem cinturão, de 136 libras (61,7 kg). Por sua vez, sua luta contra o ex-desafiante ao Cinturão Peso Mosca do UFC e vencedor do The Ultimate Fighter: Team Bisping vs. Team Miller no peso galo, John Dodson, foi retirada do card, depois que Dodson recusou-se a lutar.

## Bônus da noite
- Luta da Noite:  Thiago Santos vs.  Anthony Smith
- Performance da Noite:  Valentina Shevchenko e  Iuri Alcântara